# Hussain Al-Eisa
Hussain Al-Eisa (Hofuf, 29 de diciembre de 2000) es un futbolista saudita que juega en la demarcación de extremo para el Al Wehda FC de la Primera División de Arabia Saudita.

## Selección nacional
Tras jugar en varias categorías inferiores de la selección, finalmente debutó con la selección de fútbol de Arabia Saudita el 9 de enero de 2023. Lo hizo en un partido amistoso contra Irak que finalizó con un resultado de 2-0 a favor del combinado iraquí tras los goles de Ibrahim Bayesh y Aso Rostam.

## Clubes
| Club                 | País           | Año       | Partidos | Goles |
| -------------------- | -------------- | --------- | -------- | ----- |
| Al-Adalah FC         | Arabia Saudita | 2017-2020 | 20       | 2     |
| Al Wehda FC          | Arabia Saudita | 2020-2021 | 28       | 2     |
| Al Batin FC (cedido) | Arabia Saudita | 2021-2022 | 28       | 0     |
| Al Wehda FC          | Arabia Saudita | 2022-     | 10       | 1     |